# Stenogrammitis jamesonii
Stenogrammitis jamesonii là một loài dương xỉ trong họ Polypodiaceae. Loài này được Hook. Labiak mô tả khoa học đầu tiên năm 2011.